# Стамбул (провінція)
Стамбу́л (тур. İstanbul) — провінція в Туреччині, розташована на північному заході країни. З півдня територія провінції омивається водами Мармурового моря, з півночі водами Чорного моря. Протока Босфор поділяє провінція на дві частини — європейську та азійську. Столиця — місто Стамбул (населення 12 697 164 жителів відповідно до даних на 2008 рік).
Населення провінції становить 12 915 158 жителів (дані на 2009 рік). Провінція складається з 32 старих районів та восьми нових.
| Туреччина | Це незавершена стаття з географії Туреччини. Ви можете допомогти проєкту, виправивши або дописавши її. |

1. ↑  http://www.istanbul.gov.tr/istanbul-valisi-davut-gul